# Оутс, Уоррен
Уоррен Мерсер Оутс (англ. Warren Mercer Oates; 5 июля 1928 — 3 апреля 1982) — американский кино- и телевизионный актёр.

## Биография
Уоррен Оутс родился и вырос в окрестностях города Гринвилл (Кентукки). Он был сыном Сары Элис (урождённой Мерсер) и Бейлиса Оутса, который владел магазином. Окончил школу в Луисвилле (Кентукки), в конце 1950-х служил на флоте.
Начал карьеру актёра в 1957 году в Нью-Йорке, снимаясь в телесериале «Студия один». После переезда в Лос-Анджелес Оутс играл в множестве сериалов: «Разыскивается живым или мёртвым», «Сыромятная плеть», «Сумеречная зона». Вскоре он познакомился с режиссёром Сэмом Пекинпой и сыграл небольшие роли в двух его ранних вестернах «Скачи по высокогорью» (1962) и «Майор Данди» (1965).
Оутс сыграл заметные роли в фильмах Монте Хеллмана «Перестрелка» (1967) и «Двухполосное шоссе» (1971). Критик Леонард Малтин утверждал, что за роль в «Двухполосном шоссе» Оутс заслуживает премии «Оскар». Наибольшую известность Оутсу принесли более поздние работы Пекинпы. В вестерне «Дикая банда» (1969) он сыграл Лайла Горча — одного из членов банды грабителей, которой приходится скрываться в Мексике. Играя в драме «Принесите мне голову Альфредо Гарсиа» (1974) крепко пьющего музыканта-неудачника Бенни, Оутс имитировал манеру поведения самого режиссёра, даже надевая его солнцезащитные очки.
Уоррен Оутс умер на 54-м году жизни в Лос-Анджелесе в 1982 году от инфаркта миокарда. Его тело кремировали, а прах развеяли над Монтаной. Два последних фильма с его участием, вышедшие посмертно в 1983 году, были посвящены его памяти.
Оутс был четырежды женат: на Роберте Эллис (1957—1959), на Тедди Фармер (1959—1966), на Викери Тёрнер (1969—1974) и на Джуди Джонс (1977—1982).

## Избранная фильмография
| Год       |   | Русское название                     | Оригинальное название                        | Роль                   |
| --------- | - | ------------------------------------ | -------------------------------------------- | ---------------------- |
| 1956—1956 | с | The United States Steel Hour         | The United States Steel Hour                 | рядовой Лир            |
| 1956—1956 | с | Большая история                      | The Big Story                                | Дэнни                  |
| 1957—1957 | с | Телевизионный театр Крафта           | Kraft Television Theatre                     | молочник               |
| 1956—1958 | с | Первая студия                        | Westinghouse Studio One                      |                        |
| 1958—1958 | с | Rescue 8                             | Rescue 8                                     | Пит                    |
| 1958—1958 | с | Приключения Рин Тин Тина             | The Adventures of Rin Tin Tin                | Деке                   |
| 1958—1958 | с | Playhouse 90                         | Playhouse 90                                 | Тэд Райан              |
| 1959      | ф | Поднять перископ                     | Up Periscope                                 | моряк Ковакс           |
| 1959—1959 | с | Чёрное седло                         | Black Saddle                                 | Симмс, помощник шерифа |
| 1959—1959 | с | Оленья кожа                          | Buckskin                                     | Чарли                  |
| 1959—1959 | с | Берейторы                            | The Rough Riders                             | Фрэнк Дэй              |
| 1959—1959 | с | Trackdown                            | Trackdown                                    |                        |
| 1959—1959 | с | Караван повозок                      | Wagon Train                                  | Сайлас Карпентер       |
| 1959      | ф | Йеллоустоун Келли                    | Yellowstone Kelly                            | полковник              |
| 1959—1959 | с | Мятежник                             | The Rebel                                    | Сайлас Карпентер       |
| 1958—1960 | с | Tombstone Territory                  | Tombstone Territory                          |                        |
| 1960      | ф | Взлет и падение Легса Даймонда       | The Rise and Fall of Legs Diamond            | Эдди Даймонд           |
| 1962      | ф | Скачи по высокогорью                 | Ride the High Country                        | Генри Хэммонд          |
| 1965      | ф | Майор Данди                          | Major Dundee                                 | О. У. Хэдли            |
| 1966      | ф | Возвращение семёрки                  | Return of the Seven                          | Колби                  |
| 1967      | ф | Душной южной ночью                   | In the Heat of the Night                     | Сэм Вуд                |
| 1968      | ф | Перестрелка                          | The Shooting                                 | Уиллетт Гашейд         |
| 1969      | ф | Дикая банда                          | The Wild Bunch                               | Лайл Горч              |
| 1970      | ф | Жил-был обманщик                     | There Was a Crooked Man...                   | Флойд Мун              |
| 1971      | ф | Двухполосное шоссе                   | Two-Lane Blacktop                            | GTO                    |
| 1971      | ф | Рука напрокат                        | The Hired Hand                               | Арч Харрис             |
| 1973      | ф | Том Сойер                            | Tom Sawyer                                   | Мафф Поттер            |
| 1973      | ф | Диллинджер                           | Dillinger                                    | Джон Диллинджер        |
| 1973      | ф | Пустоши                              | Badlands                                     | отец                   |
| 1974      | ф | Бойцовский петух                     | Cockfighter                                  | Фрэнк Мэнсфилд         |
| 1974      | ф | Принесите мне голову Альфредо Гарсиа | Bring Me the Head of Alfredo Garcia          | Бенни                  |
| 1975      | ф | Гонки с дьяволом                     | Race with the Devil                          | Фрэнк Стюарт           |
| 1978      | ф | Любовь, пуля и ярость                | Amore, piombo e furore (China 9, Liberty 37) | Мэттью Сибанек         |
| 1978      | ф | Ограбление Бринкса                   | The Brink's Job                              | Спекс О'Киф            |
| 1979      | ф | Тысяча девятьсот сорок первый        | 1941                                         | Полковник Мэддокс      |
| 1981      | ф | Добровольцы поневоле                 | Stripes                                      | сержант Халка          |
| 1982      | ф | Граница                              | The Border                                   | Рыжий                  |
| 1983      | ф | Голубой гром                         | Blue Thunder                                 | капитан Джек Брэддок   |
| 1983      | ф | Достаточно крут                      | Tough Enough                                 | Джеймс Низи            |